# 太白野豌豆
太白野豌豆（学名：Vicia taipaica）为豆科野豌豆属的植物，是中国的特有植物。分布在中国大陆的陕西等地，生长于海拔1,100米至2,000米的地区，多生长于坡地、山谷及林下，目前已由人工引种栽培。